# Brilliance of the Seas
Brilliance of the Seas (укр. Блиск морів) — круїзне судно класу Radiance, що перебуває у власності компанії «Royal Caribbean Cruises Ltd.» та експлуатується оператором «Royal Caribbean International». Ходить під прапором Багамських островів із портом приписки в Нассау.

## Історія судна
Судно було закладене 25 червня 1998 року на верфі «Meyer Werft» в Папенбурзі, Німеччина. Спуск на воду відбувся 1 грудня 2001 року. 5 липня 2002 року судно здано в експлуатацію та передано на службу флоту компанії-замовника. 19 липня того ж року здійснило перший рейс. Протягом 2002—2014 років лайнер перебував у власності «Lloyds Banking Group», яка профінансувала його будівництво. У 2014 році його придбав замовник та оператор «Royal Caribbean Cruises Ltd.».
На церемонії хрещення, що відбулася 13 липня 2002 року у місті Харидж (Велика Британія), хрещеною мамою судна стала Мерилін Офер. Перший рейс здійснений 19 липня того ж року з Хариджа по узбережжі Скандинавії. З часу введення в експлуатацію судно здійснило круїзи у Карибському басейні, навколо Скандинавії та у Середземномор'ї. За цими ж маршрутами судно працює і нині.